# Йетер, Бурак
Бурак Йетер (англ. Burak Yeter; род. 5 мая 1982, Трабзон) — голландско-турецкий музыкальный продюсер и диджей. Наиболее известен своим синглом «Tuesday», получившим платиновый статус в нескольких странах.

## Биография
Бурак Йетер родился 5 мая 1982 года в Амстердаме, Нидерланды. Его семья наполовину голландская, наполовину турецкая. В пятилетнем возрасте он начал играть на фортепиано, а в восьмилетнем на гитаре. В 1999 году сформировал свою первую группу под названием Tatbikat. Это дало ему больше возможностей для развития своей музыкальной карьеры. В 2004 году выиграл премию Burn & MTV Dance Heat DJ Contest. Через 2 года начал создавать ремиксы для таких звёзд как Depeche Mode, Black Eyed Peas, Алиша Киз, Ашер, Bruno Mars, Сэм Смит, Бейонсе и других, таким образом делая первые шаги на международном музыкальном рынке.
Его дебютный альбом For Action был выпущен в 2005 году. Через два года вышел второй альбом под названием For Message Vol.2. В этом же году Бурак участвовал в обучающем курсе звукорежиссуры от профильного учебного заведения SAE Institute, а также работал в различных студиях Лондона. В 2008 году подписал контракт с Pioneer, что позволило ему стать сертифицированным инструктором и открыть свои диджейские академии по всей Европе. В следующем году он сформировал свой первый музыкальный лейбл Connection Records и открыл свои студии в Амстердаме, Лос-Анджелесе и Стамбуле. В 2010 году был награждён значимой турецкой музыкальной премией Kral TV Music Awards за лучший ремикс.
В 2012 году выпустил свой первый музыкальный клип «Mr. International» и третий студийный альбом Blue. В 2016 году несколько его песен были выпущены известным лейблом электронной музыки Spinnin’ Records. В этом же году сингл «Tuesday» с участием американской певицы Данеллы Сандовал был выпущен Sony Music для России и Warner Music для всего мира. Песня занимала первые места в хит-парадах Венгрии, Польши, России и Украины, а также получила платиновые сертификации в Швейцарии, Германии, Франции и Австралии.
3 сентября 2017 года на YouTube-канале лейбла Spinnin’ Records вышел видеоклип на новую песню Бурака Йетера «GO 2.0». Песня записана совместно с австралийским музыкальным продюсером Райаном Райбеком (англ. Ryan Riback).
Десять лет спустя Йетер начал новую главу в своей карьере со своим проектом "New World"; "новые песни с новым миром". Он выпустил свой первый сингл "Happy" на Spinnin' Records,[29] где трек был выбран лучшей песней недели в Spinnin' Talent Pool. Его следующий сингл Tuesday имел больший успех и достиг первой десятки в нескольких европейских странах.

## Дискография
Студийные альбомы
- 2005: For Action Volume 1
- 2007: For Message Volume 2
- 2012: Blue

Синглы
- 2012: «Mr. International» (при участии Hot Rod)
- 2013: «Storm»
- 2014: «Summer Time» (при участии Jimmie Wilson)
- 2014: «Power»
- 2014: «Speed of Light» (при участии Dawn Richard)
- 2014: «Pop of House»
- 2014: «Voynich»
- 2015: «Kingdom Falls»
- 2016: «Reckless» (при участии Delaney Jane)
- 2016: «Happy»
- 2016: «Tuesday» (при участии Danelle Sandoval)
- 2016: «Go»
- 2016: «GO 2.0» (совместно с Ryan Riback)
- 2018: «My life is going on»
- 2018: «Crash»

Ремиксы
- 2017: Alan Walker — «Sing Me to Sleep» (Burak Yeter Remix)
- 2017: Anne-Marie — «Ciao Adios» (Burak Yeter Remix)
- 2017: Reyko — «Spinning Over You» (Burak Yeter Remix)

## Награды и номинации
| Год  | Награда                    | Категория                    | Работа                      | Результат |
| ---- | -------------------------- | ---------------------------- | --------------------------- | --------- |
| 2012 | Kral TV Music Awards       | Best Remixer                 | Haberin Olsun by Bengü      | Номинация |
| 2011 | Kral TV Music Awards       | Best Remixer                 | Arada Sırada by Ajda Pekkan | Победа    |
| 2010 | Kral TV Music Awards       | Best Remixer                 | Oyalama Beni by Ajda Pekkan | Победа    |
| 2006 | Malta Shakedown DJ Contest | Best Electronic Artist or DJ | Burak Yeter                 | Победа    |
| 2005 | Miller Master DJ Contest   | Best Electronic Artist or DJ | Burak Yeter                 | Победа    |
| 2004 | MTV and Burn DJ Contest    | Best Electronic Artist or DJ | Burak Yeter                 | Победа    |